# Silke Bühler-Paschen
Silke Bühler-Paschen (Aquisgrán, 24 de febrero de 1967) es una física y educadora germano-austriaca especializada en el estado sólido. Se desempeña como profesora de física en la Universidad Técnica de Viena desde 2005.

## Biografía

### Primeros años
Nacida en Aquisgrán, vivió su infancia en varios países, entre ellos, Brasil, Alemania, Países Bajos y Austria. Estudió física en la Universidad Tecnológica de Graz y obtuvo su diploma en 1992. En 1995 obtuvo su doctorado con su tesis titulada Transporte de electrones en compuestos poliméricos en la Escuela Politécnica Federal de Lausana.

### Carrera
Trabajó como investigadora postdoctoral en Escuela Politécnica Federal de Zúrich entre 1995 y 1998 y como líder de grupo en el Instituto Max Planck de Física Química de Sólidos en Dresde a partir de 1999, donde también se convirtió en profesora asistente en 2003. En 2005, se convirtió en la primera profesora titular de física en la Universidad Técnica de Viena, y se convirtió en presidenta del instituto de física del estado sólido en 2007.
Se desempeñó como profesora invitada en la Universidad de Nagoya de 2001 a 2002 y en la Universidad Rice en 2016 a 2017. Formó parte del panel de revisión por pares de la Beca Inicial del ERC en Física de la Materia Condensada en 2019. Su investigación fue financiada por el Consejo Europeo de Investigación y la Sociedad Alemana de Investigación. Estudió aleaciones metálicas complejas dentro de una "Red de Excelencia" financiada por la UE.
En 2015 fue elegida miembro de la Sociedad Estadounidense de Física, nominada por la División de Física de la Materia Condensada.
Forma parte de la junta directiva de la sección de bajas temperaturas de la división de materia condensada de la Universidad de Heidelberg, así como de la junta directiva del Foro Europeo Alpbach y del consejo asesor del instituto de investigación de bajas temperaturas de la Academia de Ciencias de Baviera. También formó parte de la Junta de Materia Condensada EPS de la Sociedad Europea de Física en 2019.

### Vida personal
Practicó gimnasia entre los 8 y los 18 años y fue descubierta como modelo a los 14 años. Tiene tres hijos y su marido también es físico.

## Investigación
Estudia nuevos materiales, normalmente cultivando monocristales de alta calidad. Su investigación se centra en materiales termoeléctricos y fuertemente correlacionados. Estudia el magnetismo y la superconductividad en sistemas de fermiones pesados, así como materiales que exhiben el efecto termoeléctrico.
Durante su estancia en Dresde, su investigación comenzó a centrarse en materiales con estructuras cristalinas conocidos como clatratos con respecto a sus posibles aplicaciones como termoeléctricos. Más tarde descubrió cómo el comportamiento de vibración dependiente de la temperatura de los átomos de cerio enjaulados en tales clatratos puede estabilizar el efecto Kondo a temperaturas inusualmente altas, así como el primer colapso observado del efecto Kondo debido a fluctuaciones cuánticas tridimensionales.
Contribuyó a la primera identificación de fermiones de Weyl en un semimetal de Weyl-Kondo fuertemente correlacionado. Se dio cuenta de la conmutación individual de diferentes grados de libertad electrónicos en sistemas de electrones correlacionados. Investigó materiales metálicos cuya resistencia eléctrica muestra un comportamiento inusual con temperaturas variables, lo que está relacionado con la superconductividad y se basa en fluctuaciones de carga cuánticas críticas.